# 莫尔文水 (瓶装水)
莫尔文水（英語：Malvern Water）是一款瓶装饮用水品牌，用以包装一种从英格兰赫里福德、伍斯特两郡交界处莫尔文丘陵山区开采的矿泉水。水源出自当地山丘，这些山丘由十分坚硬的花岗岩构成，岩层截流雨水、缓慢渗透，在泉眼自然涌出。泉水以大约每分钟六十升的速率流淌，不过流速受降水影响很大，少则每分钟三十六升，多则三百五十升以上。
怡泉汽水自1850年开始以商业规模灌装这一泉水，首次上架销售，则是在1851年万国工业博览会上。自从品牌持有方可口可乐企业集团2010年11月关闭在科尔沃尔的灌装厂以来，莫尔文水目前专由家族企业「圣井水业有限公司」（Holywell Water Company Ltd）以小规模灌装，品名「圣井莫尔文泉水」，这家公司出品普通水和气泡碳酸水两种品类。

## 历史
莫尔文水自十六世纪以来就在英国境内灌装售卖，且远销海外，至今仍有1622年在圣井灌装泉水的记录。十九、二十世纪期间当地有许多零售商灌装分销莫尔文出产的水，但第一次商业化的大规模灌装则是怡泉汽水开创，当时1850年，公司在莫尔文井镇圣井建厂开业灌装。所出产的水，怡泉最初将其命名为莫尔文苏打，后来1856年改名莫尔文塞尔兹水。1890年怡泉迁离圣井，同科尔沃尔村一个家族签订合同，两年后在村中建造灌装厂。圣井随后租赁给约翰与亨利·卡夫公司（John and Henry Cuff），公司在这里的灌装作业持续到1960年代。
后来圣井荒废，直到2009年在彩票遗产基金拨款支持下，一家独立的家族企业重新开工灌装「圣井莫尔文泉水」，产能每天一千二百瓶。公认圣井是全世界最古老的灌装厂。
1850年，约翰与威廉·伯罗兄弟公司（John and William Burrow）在灌工泉（Bottling Works Spring）灌装莫尔文水，这一泉眼在美景台街（Belle Vue Terrace）罗布森坊的院中，位于大莫尔文镇。1950年代灌装业务终结，从前的灌装工坊现在簇拥着商铺、咖啡馆和厨房用品展销厅。灌工泉的水源是从圣安井抽取而来。

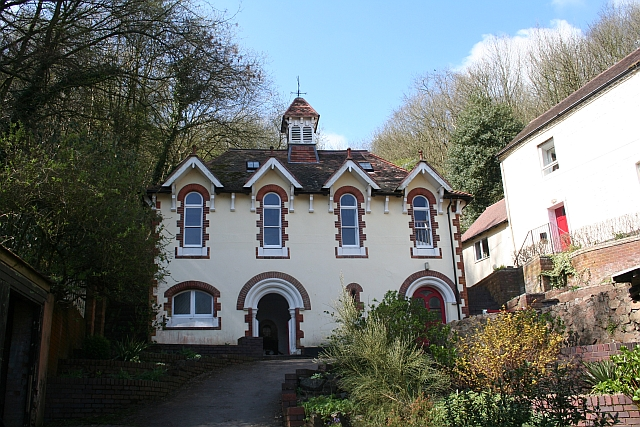
Holy Well, Malvern，这里的水最早以商业规模灌装。公认这口井是全世界最古老的灌装厂

1927年，怡泉从伯罗家族取得科尔沃尔村皮尤特雷斯泉（Pewtress Spring），这眼泉水地方在赫里福德夏信标山（the Herefordshire Beacon）西侧，泉源从志留纪的逆冲构造及上方前寒武纪的闪长岩、花岗岩之间断层线中冒出，离村庄大约两英里。泉水改名为臻井泉（Primeswell Spring），1929年怡泉开工灌装。工厂雇佣二十五人，年灌装二千六百万瓶泉水，由可口可乐企业集团有限公司经营，出品的水以怡泉的品牌销售。

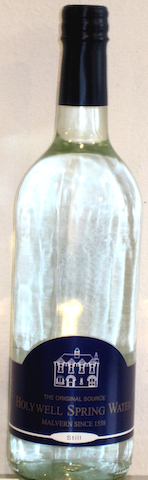
2011年以来圣井灌装的莫尔文水

2010年10月20日，拥有莫尔文品牌的可口可乐集团公司宣布，由于莫尔文品牌在水业总体市场中的占比下滑，这一品牌的水从2010年11月3日起不再生产。2011年10月28日，报道表示科尔沃尔灌装厂将出售给地产开发商。工厂被拆毁，地皮上住宅区兴建起来。只有一幢1892年建造的水塔房，名列二级登录建筑、幸存下来。
莫尔文的水如今仍有圣井泉水公司销售，公司由胡姆（Humm）家族创立，开设在莫尔文井镇，雇佣三名员工。2011年，圣井得到当地商会嘉奖，荣列2011年赫里福德、伍斯特两郡最有前途的新商行。公司开业一段时间，业务增长、势头良好，可口可乐关停灌装厂后，这家公司得以使用「莫尔文」商标；2013年，矿泉水出口远达北京。胡姆夫妇于2016年、2018年先后卸任，此后公司由华人经营。

## 纯度

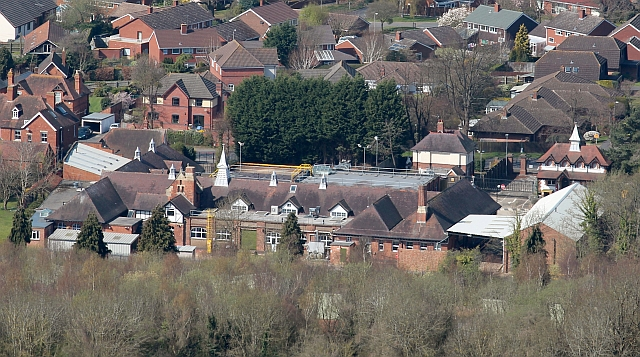
旧怡泉工厂，此后拆毁，原址再建成房地产

本地天然水即使未经处理，也几乎不含各种矿物、细菌、悬浮物等等，纯度接近蒸馏水。1987年莫尔文品牌经过欧盟官方检定，获「天然矿泉水」地位，纯净与品质得到标志。然而，尽管定期化验水质，莫尔文水纯净的名声仍有一次受到冲击，当时2006年，过滤泉水的岩石干涸，从风暴降下的水涌过岩石速度过快，天然的过滤过程不能有效发挥作用。由于水质略为不纯，可口可乐公司只得加装过滤装置，这样出品的水按照欧盟法律只能重新归类为「泉水」。因此泉水的标签从「英格兰原产矿物质水」（the original English mineral water）改成「英格兰原产水」（the original English water）。
1998年，可口可乐怡泉公司曾召回莫尔文水的碳酸水货品，这是因为运送到灌装厂的二氧化碳气中发现了苯的痕迹，这批气体产自布里斯托尔附近的泰拉氮业公司，公司向各碳酸饮料生产厂家供应气体。

## 王室渊源
英国几代君主都曾饮用莫尔文水。十六世纪，伊丽莎白一世女王曾公开饮用此水，1558年，女王赐予天主教主教、庄园领主约翰·霍尼奥尔德使用当地土地的权利，条件是旅行此地以及朝圣的人仍然能从圣井泉中打水。剑桥的玛丽·阿德莱德公主同英王乔治五世分别于1895年、1911年授予泉水御用认证。维多利亚女王无莫尔文水不肯出行，伊丽莎白二世女王则无论到哪里，此水都不离左右。

### 文内引注
1. ↑  以目前仍在生产的圣井为代表，下同。
2. ↑  「塞尔兹水」是苏打水的另一种说法。
3. ↑  ，法语，意为「美景」；形容高出附近地面的街道。
4. ↑  当时仍为「欧共体」。

### 引用文献
1. ↑  Fairchild, Ian.  . Proceedings of the OUGS ( the Open University). 2019, (5): 55–57.
2. ↑  52°06′27″N 2°19′48″W / 52.10737°N 2.32994°W
3. 1 2  Smart, Mike, , London: Frances Lincoln Ltd: 17, 2009, ISBN 978-0-7112-2915-0
4. 1 2 3 4  James Connell, , Worcester News（英语：Worcester News）, 2007-04-11  [2010-07-03], （原始内容存档于2024-06-21）
5. ↑  Blyth, Francis George Henry. . Edward Arnold: 273. 1967. 小窗查看 另一处小窗查看
6. ↑  , Area Geology (Abberley and Malvern Hills Geopark),   [2010-07-12], （原始内容存档于2011-07-21）
7. 1 2 3  . Worcestershire County Council.   [2016-09-03]. （原始内容存档于2025-03-10）.
8. 1 2 3 4  . Coca-Cola Enterprises Limited. 2009.
9. ↑  , Medical Times and Gazette Advertiser, 1856-04-05,, 12 – New series (301): 328  [2010-07-14]
10. ↑  Richardson, Linsdall, , (Memoirs of the Geological Survey, England and Wales), London: HM Stationery Office: 119, 1930  [2010-07-16]
11. ↑  . Malvern Spa Association.   [2016-09-12]. （原始内容存档于2024-06-17）.
12. ↑  Al Rasheed, Tarik. . Malvern Gazette (Newsquest Media Group). 2009-11-09  [2016-09-03].
13. ↑  , Malvern Hills Conservators (UK Government), 2003-06-16
14. 1 2  , Malvern-Hills.Co,   [2010-07-14], （原始内容存档于2012-07-11）
15. ↑  . Coca-Cola GB, Press Office. 2008-09-01  [2016-09-10]. （原始内容存档于2012-03-14）.
16. ↑  .   [2010-07-14].
17. ↑  . Malvern Gazette (Newsquest Media Group Ltd). 2011-10-28  [2011-10-28].
18. ↑  Thomas, James. . Malvern Gazette. Newsquest Media Group Ltd. 2021-07-22  [2021-10-03]. （原始内容存档于2024-12-14）.
19. ↑  Morris, Steven. . The Guardian. Guardian News & Media Limited. 2010-10-21  [2021-10-04]. （原始内容存档于2018-01-15）.
20. ↑  . Herefordshire & Worcestershire Chamber of Commerce.   [2021-10-04]. （原始内容存档于2021-10-04）.
21. ↑  . Malvern Gazette. 2013-09-04  [2025-03-31].
22. ↑  . Malvern Gazette.   [2025-03-31].
23. ↑  . gov.uk.   [2025-03-31].
24. ↑  . Worcestershire Regulatory Services. 2016  [2016-09-12]. （原始内容存档于2016-08-13）.
25. ↑  Van Der Aa, Monique. . Environmental Geology. 2003, 44 (5): 554–563. S2CID 97428950. doi:10.1007/s00254-003-0791-4. hdl:10029/11409 .
26. ↑  , BBC News, 1998-06-01  [2010-07-14]
27. ↑   37. House of Commons. 1983-02-15. 第268–274卷.
28. ↑  Wallop, Harry. . The Daily Telegraph (Telegraph Media Group Limited). 2010-10-21  [2016-09-02]. （原始内容存档于2024-12-14）.